# ボーリウム
ボーリウム（英: bohrium）は、原子番号107の元素。元素記号は Bh。天然には存在しない人工放射性元素であり、名称はデンマークの物理学者ニールス・ボーアにちなむ。
既知の同位体はすべて非常に放射性が高い。知られている中で最も安定した同位体は270Bhであり半減期は約61秒であるが、未確認の278Bhの半減期は約690秒である可能性がある。
周期表では、Dブロック元素で超アクチノイド元素である。第7周期元素であり、遷移金属で6d系列の5番目の元素として第7族元素に属する。化学実験によりボーリウムは第7族のレニウムより重い同族体として振る舞うことが確認されている。化学的特性は部分的にしか特徴づけられていないが、他の第7族元素の特性とよく比較される。

## 歴史

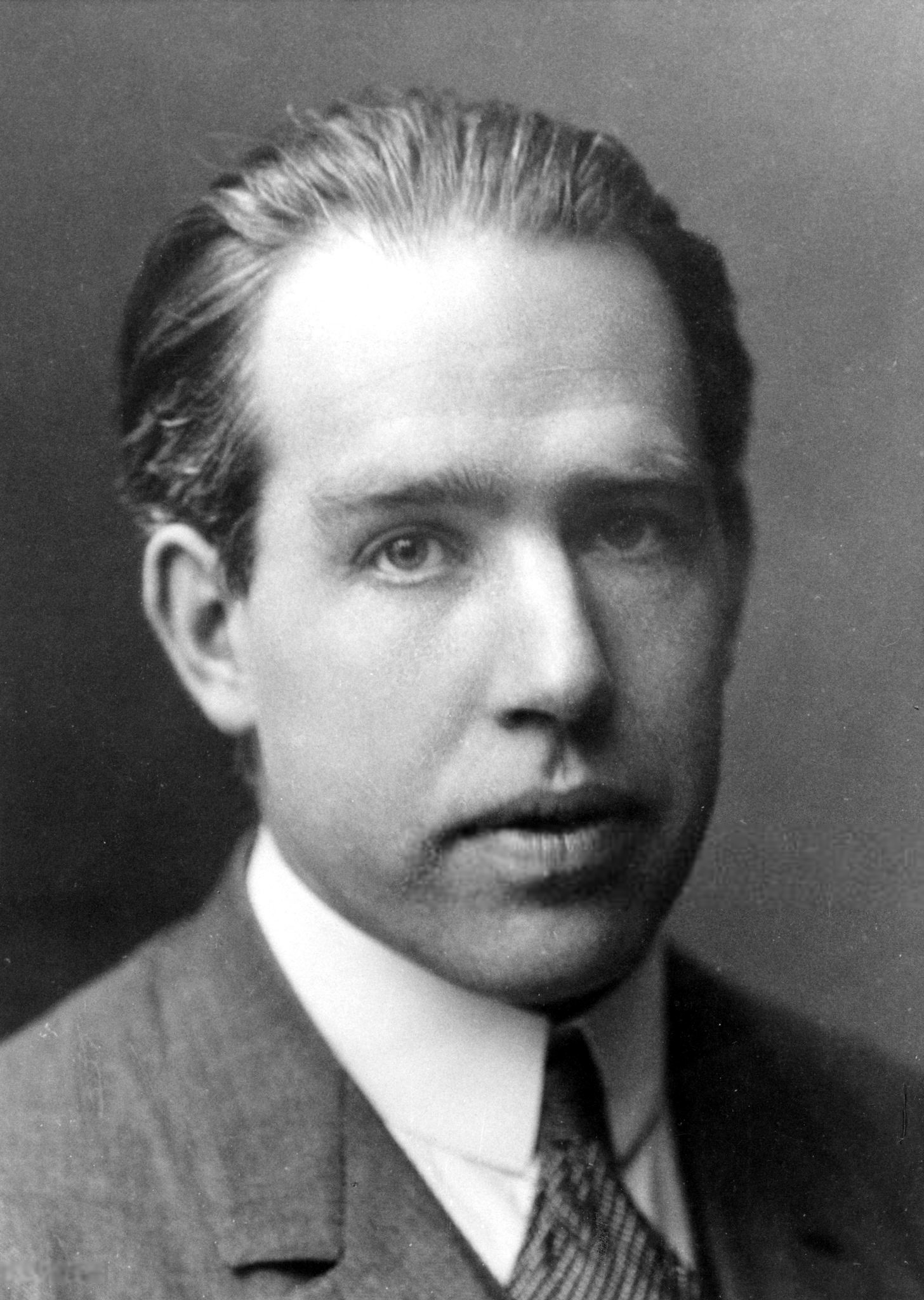
元素107は当初デンマークの核物理学者ニールス・ボーアにちなんでニールスボーリウム(Ns)という名前が提案された。この名前はのちにIUPACによりボーリウム(Bh)に変更された。

### 発見
2つのグループがこの元素の発見を主張した。ボーリウムの証拠は最初1976年にユーリイ・オガネシアン率いるソ連の研究チームにより報告された。そこではビスマス209と鉛208のターゲットにそれぞれクロム54とマンガン55の加速された原子核が撃ち込まれた。2つの活動が見られ、1つは1-2ミリ秒の半減期を持ち、もう1つは約5秒の半減期を持っていた。これら2つの活動の強度比は実験を通じて一定であったため、1番目の活動は同位体ボーリウム261によるものであり、2番目はその娘のドブニウム257によるものであると提案された。後にドブニウムの同位体はドブニウム258に修正され、これの半減期は実際に5秒である（ドブニウム257の半減期は1秒である）。しかし、その親で観測された半減期は1981年にダルムシュタットでボーリウムが決定的に発見された後に観測された半減期よりもはるかに短い。IUPAC/IUPAP Transfermium Working Group (TWG)はドブニウム258はおそらくこの実験で見られたが、その親であるボーリウム262を生成したという証拠は十分な説得力がないと結論付けた。
1981年、ダルムシュタットにある重イオン研究所(GSI Helmholtzzentrum für Schwerionenforschung)のペーター・アルムブルスターとゴットフリート・ミュンツェンベルクに率いられたドイツの研究チームはビスマス209のターゲットにクロム54の加速した原子核を衝突させ、ボーリウム262の同位体の5つの原子を生成した。
209
83Bi + 54
24Cr → 262
107Bh + n
この発見は、生成したボーリウム原子から既知であったフェルミウムとカリホルニウムの同位体へのアルファ崩壊連鎖を詳細に測定することでさらに裏付けられた。IUPAC/IUPAP Transfermium Working Group (TWG)は1992年の報告書でGSIの共同研究を公式の発見として認証した。

### 提案された名前
1992年9月、ドイツのグループはデンマークの物理学者ニールス・ボーアを称えてニールスボーリウム（記号Ns）という名前を提案した。ドゥブナ合同原子核研究所のソ連の科学者たちはこの名前を元素105に付けることを提案し（最終的に元素105はドブニウムと命名された）、ドイツのチームはボーアとドゥブナのチームが初めて低温核融合反応を提案し元素105の命名に関する議論されている問題を解決したという事実の両方を認めたいと考えていた。ドゥブナのチームはドイツのグループの元素107に対する命名の提案に同意した。
104から106の元素の命名については論争があった。IUPACはこの元素の一時的で系統的な名前としてウンニルセプチウム（英: Unnilseptium, Uns）を採っていた。1994年、IUPACの委員会は元素の名前に科学者の完全な名前を使用する前例がなかったため、元素107をニールスボーリウムではなくボーリウムとすることを勧めた。名前がホウ素（ボロン）と混同されるかもしれず特にそれぞれのオキソアニオンはともにボーレイト(bohrate, borate)となるため、ボーリウムは発見者らにより反対された。この問題はIUPACのデンマーク支部に引き渡されたが、これにもかかわらずボーリウムという名前に賛成したため1997年に元素107の名前としてボーリウムが国際的に認められた。ホウ素とボーリウムそれぞれのオキソアニオンの名前は英語で同音であるが、変更されていない。
2000年にスイスで塩化ボーリウム酸(BhO3Cl)が合成されている。沸点は151℃。

## 同位体
| 同位体 | 半減期    | 崩壊モード | 発見年 | 反応            |
| ------ | --------- | ---------- | ------ | --------------- |
| 260Bh  | 35 ms     | α          | 2007   | 209Bi(52Cr,n)   |
| 261Bh  | 11.8 ms   | α          | 1986   | 209Bi(54Cr,2n)  |
| 262Bh  | 84 ms     | α          | 1981   | 209Bi(54Cr,n)   |
| 262mBh | 9.6 ms    | α          | 1981   | 209Bi(54Cr,n)   |
| 264Bh  | 0.97 s    | α          | 1994   | 272Rg(—,2α)     |
| 265Bh  | 0.9 s     | α          | 2004   | 243Am(26Mg,4n)  |
| 266Bh  | 0.9 s     | α          | 2000   | 249Bk(22Ne,5n)  |
| 267Bh  | 17 s      | α          | 2000   | 249Bk(22Ne,4n)  |
| 270Bh  | 61 s      | α          | 2006   | 282Nh(—,3α)     |
| 271Bh  | 1.2 s     | α          | 2003   | 287Mc(—,4α)     |
| 272Bh  | 9.8 s     | α          | 2005   | 288Mc(—,4α)     |
| 274Bh  | 40 s      | α          | 2009   | 294Ts(—,5α)     |
| 278Bh  | 11.5 min? | SF         | 1998?  | 290Fl(e−,νe3α)? |

ボーリウムには安定同位体および自然に発生する同位体はない。実験室では2つの原子を融合させるかより重い元素の崩壊を観測することによりいくつかの放射性同位体が合成されている。異なる12個の同位体が原子質量260–262, 264–267, 270–272, 274, 278で報告されている。そのうち1つのボーリウム262は既知の準安定状態を持つ。未確認の278Bhを除くこれらすべての同位体はアルファ崩壊によってのみ崩壊するが、いくつか未知のボーリウム同位体は自発核分裂を起こすと予測されている。
軽い同位体の方が通常半減期が短く、260Bh, 261Bh, 262Bh, 262mBhの半減期は100ms未満で観測されている。264Bh, 265Bh, 266Bh, 271Bhは約1秒でより安定しており、267Bhと272Bhの半減期は約10秒である。最も重い同位体が最も安定しており、270Bhと274Bhの半減期はそれぞれ61 s と 40 sと測定されており、さらに重い未確認の同位体278Bhは約690 sとさらに長い半減期を持つと思われる。
質量260, 261, 262の最も陽子が多い同位体は、低温核融合により直接生成され、質量が262と264の同位体はマイトネリウムとレントゲニウムの崩壊系列で報告され、質量が265, 266, 267の中性子が多い同位体はアクチノイドのターゲットに照射することで生成された。質量が270, 271, 272, 274, および278（未確認）の最も中性子の多い5つはそれぞれ282Nh, 287Mc, 288Mc, 294Ts, および290Flの崩壊連鎖に現れる。これら11個の同位体の半減期は262mBhの約10ミリ秒から270Bhと274Bhの約1分まであり、未確認の278Bhでは約12分に達する。これは半減期が最も長い既知の超重核種の1つである。

## 予測される特性
ボーリウムやその化合物の特性はほとんど測定されていない。これは生産が非常に限られ高価であるのとボーリウム（およびその親）が非常に急速に崩壊するという事実による。いくつかの珍しい化学関連の特性が測定されたが、ボーリウム金属の特性は不明のままであり予測のみできる。

### 化学的特性
周期表において遷移金属の6d系列の5番目の元素であり、第7族で最も重い元素でありマンガン、テクネチウム、レニウムの下に位置する。この族の元素は全て酸化状態+7を容易にとり下るにつれて状態がより安定する。よって、ボーリウムは安定した+7状態を形成すると予想される。テクネチウムは安定した+4状態も示すが、レニウムは+4と+3状態を示す。したがってボーリウムはこれらの低い状態を示す可能性もある。高い+7酸化状態はオキシアニオンに存在する可能性が高く、例えば過マンガン酸塩、過テウネチウム酸塩、過レニウム酸塩と類似の過ボーリウム酸塩(BhO−
4)である。しかしながら、ボーリウム(VII)は水溶液中で不安定である可能性が高く、おそらくより安定したボーリウム(IV)に容易に還元される。
テクネチウムとレニウムは揮発性の七酸化物M2O7 (M = Tc, Re)を形成することが知られているため、ボーリウムも揮発性の酸化物Bh2O7を形成するはずである。この酸化物は水に溶解し過ボーリウム酸塩HBhO4を形成するはずである。レニウムとテクネチウムは酸化物のハロゲン化により様々なオキシハロゲン化物を形成する。酸化物の塩素化によりオキシ塩化物MO3Clを形成するため、BhO3Clもこの反応で形成されるはずである。レニウム化合物ReOF5とReF7に加えてフッ素化により重い元素でMO3FとMO2F3が形成される。したがって、ボーリウムのオキシフッ化物形成はエカレニウムの特性を示すのに役立つ。オキシ塩化物は非対称であり、族で下にいくにつれて双極子モーメントは大きくなるはずであり、揮発性は小さくなる(TcO3Cl > ReO3Cl > BhO3Cl)。これはこれら3つの化合物の吸着エンタルピーを測定することにより実験的に確認された。TcO3ClとReO3Clの値はそれぞれ−51 kJ/molと−61 kJ/molである。BhO3Clの実験値は−77.8 kJ/molであり、理論的に予想される値である−78.5 kJ/molに非常に近い。

### 物理的特性・原子
ボーリウムは通常の条件下では固体であると予想され、より軽い同族体であるレニウムと同様に六方最密結晶構造(c/a = 1.62)と予想されている。密度が約37.1 g/cm3の非常に重い金属であると考えられ、これは118の既知の元素の中で3番目に高く、上にはマイトネリウム (37.4 g/cm3) とハッシウム (41 g/cm3)があり、この2つは周期表でボーリウムの次2つの元素である。比較すると、密度が測定された元素の中で最も密度の高い既知の元素であるオスミウムの密度はわずか22.61 g/cm3である。これはボーリウムの高い原子量、ランタノイドとアクチノイドの収縮、および相対論効果によるものであるが、この量を測定するのに十分なボーリウムを生産することは現実的ではなく、試料はすぐに崩壊するであろう。
原子半径は約128 pmと予想されている。7s軌道の相対論的安定化と6d軌道の不安定化により、Bh+イオンは[Rn] 5f14 6d4 7s2の電子配置を持つと予測され、7s電子ではなく6d電子を放出する。これはより軽い同族体であるマンガンとテクネチウムの挙動と反対である。一方でレニウムは同族体のボーリウムと同じく6s電子を放出する前に5d電子を放出する。これは相対論効果が第6周期までに大きくなるためであり、金の黄色や水銀の低い融点の原因でもある。Bh2+イオンの電子配置は[Rn] 5f14 6d3 7s2であると予想される。これに対してRe2+イオンは[Xe] 4f14 5d5という電子配置であることが予想され、この場合はマンガンやテクネチウムに類似している。6配位で7価のボーリウムのイオン半径は58 pmと予想される（7価のマンガン、テクネチウム、レニウムはそれぞれ46, 57, 53 pmである）。5価のボーリウムは83 pmと大きいイオン半径であると考えられている。

## 実験化学
1995年、元素の分離の試みに関する最初の報告は不成功であり、ボーリウム（比較のために軽い同族体であるテクネチウムとレニウムを使用）を研究する最善の方法を研究する新たな理論研究を促し、3価アクチノイド、第5族元素、ポロニウムなどの不要な汚染元素を取り除いた。
2000年、相対論効果が重要であるにもかかわらず、ボーリウムは典型的な第7族元素のように振る舞いことが確認された。パウル・シェラー研究所(PSI)のチームは249Bkと22Neイオン反応で生成した267Bhの6個の原子を用いて化学反応を行った。得られた原子は熱平衡化され、HCl/O2混合物と反応し揮発性のオキシ塩化物が形成された。この反応により軽い同族体であるテクネチウム(108Tc)とレニウム(169Re)の同位体も生成した。等温吸着曲線を測定すると、オキシ塩化レニウムと同様の性質を持つ揮発性オキシ塩化物が形成されている強い証拠が確認された。これによりボーリウムは第7族元素の典型となった。この実験ではテクネチウム、レニウム、ボーリウムのオキシ塩化物の吸着エントロピーが測定され、理論的予測とよく一致し、第7族でオキシ塩化物の揮発性が低下することを示唆している。
2 Bh + 3 O2 + 2 HCl → 2 BhO3Cl + H2
重い元素の娘として生成されたボーリウムの半減期が長く重い同位体は将来的な放射化学実験に有利な性質を持っている。重い同位体274Bhは生産するときに希少で放射性の高いバークリウムのターゲットを必要とするが、同位体272Bh, 271Bh, 270Bhはより容易に生成できるモスコビウムやニホニウムの同位体の娘として容易に生成することができる。

## 書誌情報
- Audi, G.; Kondev, F. G.; Wang, M.; Huang, W. J.; Naimi, S. (2017). “The NUBASE2016 evaluation of nuclear properties”. Chinese Physics C 41 (3):  030001. Bibcode: 2017ChPhC..41c0001A. doi:10.1088/1674-1137/41/3/030001.
- Beiser, A. (2003). Concepts of modern physics (6th ed.). McGraw-Hill. ISBN 978-0-07-244848-1. OCLC 48965418
- Hoffman, D. C.; Ghiorso, A.; Seaborg, G. T. (2000). The Transuranium People: The Inside Story. World Scientific. ISBN 978-1-78-326244-1
- Kragh, H. (2018). From Transuranic to Superheavy Elements: A Story of Dispute and Creation. Springer. ISBN 978-3-319-75813-8
- Zagrebaev, V.; Karpov, A.; Greiner, W. (2013). “Future of superheavy element research: Which nuclei could be synthesized within the next few years?”. Journal of Physics: Conference Series 420 (1):  012001. arXiv:1207.5700. Bibcode: 2013JPhCS.420a2001Z. doi:10.1088/1742-6596/420/1/012001. ISSN 1742-6588.